# دست‌انداختن کارمن
دست‌انداختن کارمن (انگلیسی: Burlesque on Carmen) یک فیلم به کارگردانی چارلی چاپلین و لئو وایت است که در سال ۱۹۱۵ منتشر شد.

## بازیگران
- چارلی چاپلین
- ادنا پرواینس
- لئو وایت
- بن ترپین
- وسلی راگلز
- باد جیمیسون
- جک هندرسون